# Bactris coloniata
Bactris coloniata är en enhjärtbladig växtart som beskrevs av Liberty Hyde Bailey. Bactris coloniata ingår i släktet Bactris och familjen Arecaceae. IUCN kategoriserar arten globalt som sårbar. Inga underarter finns listade i Catalogue of Life.